# Български национален комитет за география
Български национален комитет за география е неправителствена организация за география в България. Учреден е на 24 декември 1936 г.
Главен секретар е проф. Иван Батаклиев. Целта на комитета е подпомагане на развитието, изучаването, общественото популяризиране и международното представяне на българската географска наука. Последното годишно отчетно събрание се провежда на 21 март 1946 г., а последният отчет за дейността на комитета е от 8 март 1947 г. Архивът на българския национален комитет за география се съхранява в Централен държавен архив. Във фонда се съдържат уставът, учредителски протокол, протоколи от годишни отчетни събрания, отчети за дейността му през 1937 – 1946 г., както и изложения и преписки с Министерство на народната просвета, Държавния географски институт, Софийския университет, Международния комитет по география, университетски географски институти в Германия.

## Галерия
- Писма от и до Българския национален комитет за география. Източник: ДА „Архиви“
- Писмо от генералния секретар на Международния комитет по география за създаването на Международен комитет за география, 1937 г.
- Писмо от генералния секретар на Международния комитет по география за създаването на Международен комитет за география, 1937 г.
- Писмо от Българския национален комитет за география до председателя на Чешкия национален комитет за география по повод смъртта на Томаш Масарик. 2 октомври 1937 г.
- Съболезнователно писмо от Географското дружество в Белград до Българския национален комитет за география по повод смъртта на Гунчо Гунчев. 12 юни 1940 г.